# ديفيد كوتس
ديفيد كوتس (بالإنجليزية: David Coates)‏ هو لاعب كرة قدم بريطاني، ولد في 11 أبريل 1935.